# Hermann Alexander von Wolffradt
Hermann Alexander von Wolffradt (* 1689; † nach 1734 in Meyenburg) war ein deutscher Jurist, Landvogt von Rügen und Amtmann in Bergen auf Rügen.
Hermann Alexander war ein Sohn des Berendt von Wolffradt (1643–1693) aus dessen zweiter Ehe mit Katharina von der Osten. 1711 wurde er Referendar am Hofgericht Greifswald und im selben Jahr Landvogt und Amtshauptmann von Rügen. Nach der Besetzung Schwedisch-Pommerns durch dänische Truppen trat er 1716 von seinem Amt zurück, führte den Titel Landvogt jedoch weiter. Nach der Wiedereinrichtung der schwedischen Herrschaft in Vorpommern wurde er 1721 durch den Generalgouverneur Johann August Meyerfeldt wieder in das Amt des Landvogtes eingesetzt.
Von seinem Vater hatte er das Gut Udars geerbt. Die 1726 abgebrannten Hofgebäude ließ er wieder aufbauen. Die hohen Kosten zwangen ihn jedoch, das Gut an die Familie von Usedom auf Kartzitz zu verkaufen.
1734 wurde ihm der Abschied gewährt und der Titel eines Regierungsrates verliehen. Er ging zu seinem Stiefsohn und Neffen, dem Landrat von Rohr nach Meyenburg in der Prignitz, wo er auch starb.
Hermann Alexander von Wolffradt war in erster Ehe mit Hedwig von Bohlen verheiratet. Seine zweite Frau war Hedwig Sophia von Molzahn, Tochter des mecklenburgischen Landrats von Molzahn auf Grubenhagen. Seine Tochter Ursula Charlotte starb als Konventualin des adeligen Damenstifts im Kloster Bergen auf Rügen.